# Junornis
Junornis ist eine ausgestorbene Gattung der Enantiornithes. Der Gattungsname leitet sich vom chinesischen jun „schön“ und vom griechischen ornis „Vogel“ ab.
Die einzig bekannte Art heißt Junornis houi. Die Artenbezeichnung ehrt den Paläontologen Hou Lianhai.
Die Benennung und Beschreibung erfolgte 2017 durch Liu Di, Lius Maria Chiappe, Francisco Serrano, Michael Habib, Zhang Yuguang und Meng Qinjing.

## Überreste

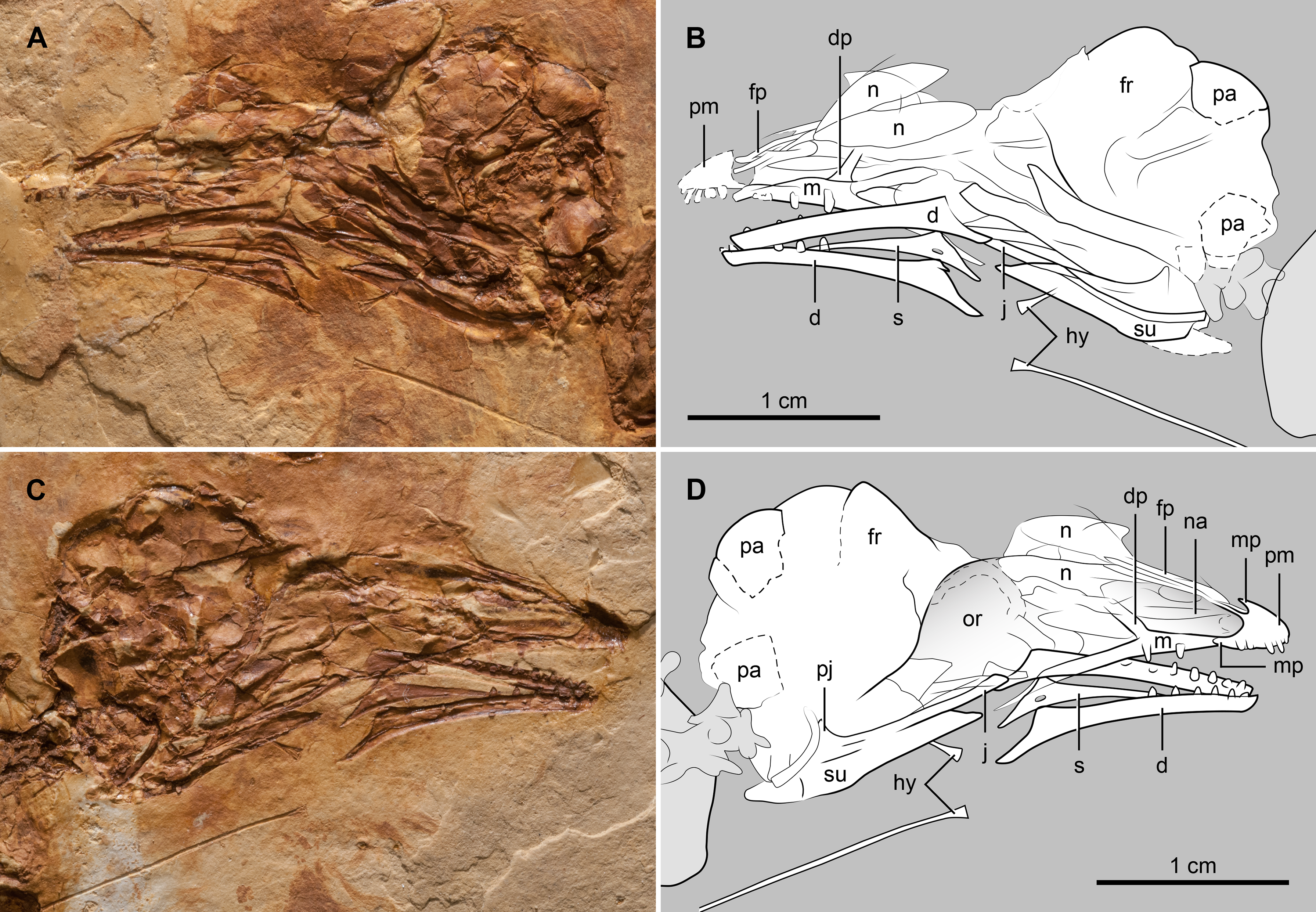
Junornis Kopf: Platte und Gegenplatte, mit Diagramm

Das Fossil (Holotyp BMNHC PH-919) wurde in der Yixian-Formation, nahe der Stadt Daming (Innere Mongolei), entdeckt. Es wird auf ca. 126 Millionen Jahre alt geschätzt und liegen somit in der Unterkreide (Aptium oder Barremium).
Der Holotyp besteht aus einem weitgehend gegliederten Skelett mit abgetrenntem Schädel. Umfangreiche Reste des Gefieders sind erhalten geblieben.
Das Zwischenkieferbein hat vier Zähne, von denen die beiden vorderen stiftförmig sind. Am Unterkiefer sind mindestens sieben Zähne erkennbar. Das Becken ist sehr breit. Der Pygostyl ist eher kurz und endet in einer scharfen Spitze.

## Besonderheiten
Junornis waren kleine Vögel mit einem Gewicht von ca. 30,4 Gramm. Am Schwanz befinden sich zwei Steuerfedern, die ungefähr 20 cm lang sind, länger als die eigentliche Körpergröße des Vogels. Die Flügel waren kurz und breit: Die Spannweite wird auf 30 cm und die Flügelfläche auf 170 cm² geschätzt. Deswegen wird vermutet, dass Junornis sehr flink und wendig waren. Es ist das erste Exemplar aus der Jehol-Gruppe, das als Enantiornithes klassifiziert wurde.